# قاعده ایزومتری
قاعده ایزومتری، یک رابطه مهم در مورد انتگرال کاتوره ای ایتو است، که توسط Kiyoshi Itô کشف شده است. به یاری این قاعده می توان واریانس و کواریانس متغیرهای کاتوره ای ایتو را حساب کرد.

## صورت کلی[۱]
گیریم که {\displaystyle W=(w_{t})_{t\in [0,T]}} فرایند وینر باشد و Xt و Yt متغیرهای کاتوره‌ای انتگرال‌پذیر {\displaystyle {\mathcal {F}}_{t}}-سازگار به فیلتراسیون طبیعی وینر ، آنگاه داریم :
{\displaystyle E{\bigg \{}{\bigg (}\int _{0}^{T}X_{t}dw_{t}{\bigg )}^{2}{\bigg \}}=\int _{0}^{T}E{\big \{}X_{t}^{2}{\big \}}dt}که میانگین‌گیری بر روی اندازه احتمال وینر است، همچنین داریم:{\displaystyle E{\bigg \{}\int _{0}^{T}X_{t}dw_{t}\int _{0}^{T}X_{t}dw_{t}{\bigg \}}=\int _{0}^{T}E{\big \{}X_{t}Y_{t}{\big \}}dt}
اثبات: با گسسته‌سازی {\displaystyle [0,T]=\bigcup _{i=1}^{N}{\big \{}[t_{i},t_{i+1}]{\big \}}} که در آن {\displaystyle t_{i+1}-t_{i}=\Delta t} داریم:
{\displaystyle E{\bigg \{}\int _{0}^{T}X_{t}dw_{t}\int _{0}^{T}X_{t}dw_{t}{\bigg \}}=E\sum _{i,j}X_{t_{i}}Y_{t_{j}}(w_{t_{i+1}}-w_{t_{i}})(w_{t_{j+1}}-w_{t_{j}})}{\displaystyle =\underbrace {E\sum _{i\neq j}X_{t_{i}}Y_{t_{j}}(w_{t_{i+1}}-w_{t_{i}})(w_{t_{j+1}}-w_{t_{j}})} _{=0}+E\sum _{i}X_{t_{i}}Y_{t_{i}}\underbrace {(w_{t_{i+1}}-w_{t_{i}})^{2}} _{\Delta w_{t}^{2}=\Delta t}=E\sum _{i}X_{t_{i}}Y_{t_{i}}\Delta t=E\int _{0}^{T}X_{t}Y_{t}dw_{t}}

## قاعده ایزومتری برروی تابع
در حالت کلی‌تر، با استفاده از لم Stein، می‌توان نشان داد که:
{\displaystyle E{\bigg \{}F{\bigg (}\int _{0}^{T}X_{t}dw_{t}{\bigg )}\int _{0}^{T}Y_{t}dw_{t}{\bigg \}}=\int _{0}^{T}E{\big \{}F'(X_{t}){\big \}}dt\int _{0}^{T}E{\big \{}X_{t}Y_{t}{\big \}}dt}که در آن {\displaystyle F'} مشتق تابع {\displaystyle F} است.
اثبات:
{\displaystyle E{\bigg \{}F{\bigg (}\int _{0}^{T}X_{t}dw_{t}{\bigg )}\int _{0}^{T}Y_{t}dw_{t}{\bigg \}}=E\{F(\xi _{1})\xi _{2}\}{\overset {(a)}{=}}E\{F'(\xi _{1})\}~E\{\xi _{1}\xi _{2}\}=E{\bigg \{}F'{\bigg (}\int _{0}^{T}X_{t}dw_{t}{\bigg )}E{\bigg \{}\int _{0}^{T}X_{t}Y_{t}dw_{t}{\bigg \}}}
اینجا نیاز به روشنگری است. برطبق لم Stein اگر {\displaystyle \xi _{1}} و {\displaystyle \xi _{2}} متغیرهای گاووسی با میانگین صفر باشند آنگاه {\displaystyle E\{F(\xi _{1})\xi _{2}\}=E\{F'(\xi _{1})\}~E\{\xi _{1}\xi _{2}\}}
حال توجه داریم که {\displaystyle \xi _{1}=\int _{0}^{T}X_{t}dw_{t}} یک متغیر گاوسی با میانکین صفر (و البته واریانس {\displaystyle E\int _{0}^{T}X_{t}^{2}dt}) است.

## مراجع
1. ↑  Øksendal, Bernt K. (2003). Stochastic Differential Equations: An Introduction with Applications. Springer, Berlin. ISBN 3-540-04758-1.
2. ↑  ,Applied Stochastic Differential Equations, by Arno Solin and Simo Särkkä.